# Carantec
 Carantec  (en bretón Karanteg) es una población y comuna francesa, situada en la región de Bretaña, departamento de Finisterre, en el distrito de Morlaix y cantón de Taulé.

## Demografía
| 2603 | 2651 | 2527 | 2522 | 2609 | 2724 |
| Para los censos de 1962 a 1999 la población legal corresponde a la población sin duplicidades (Fuente: INSEE [Consultar]) |      |      |      |      |      |